# Бурундуки (Кировская область)
Бурундуки — деревня в Оричевском районе Кировской области в составе Пищальского сельского поселения.

## География
Расположена на расстоянии примерно 2 км на юг от поселка Мирный.

## История
Была известна с 1727 года как починок Брагинской с 1 двором, к 1764 году 39 жителей.  В 1873 году здесь (починок Брагинской 1-й или Бурундоковщина) отмечено дворов 14 и жителей 125, в 1905 26 и 191, в 1926 (уже деревня Бурундуковщина или Брагинская 1-я) 34 и 238, в 1950 37 и 143, в 1989 оставалось 47 жителей. Настоящее название утвердилось с 1978 года.

## Население
Постоянное население  составляло 31 человек (русские 97%) в 2002 году, 20 в 2010.